# 毕尔巴鄂美术馆
毕尔巴鄂美术馆（西班牙語：Museo de Bellas Artes de Bilbao）是一个艺术博物馆，位于西班牙巴斯克自治区毕尔巴鄂的卡西尔达伊图里扎尔公园内。
它是巴斯克自治区到访人数第二多的博物馆，仅次于毕尔巴鄂古根海姆博物馆，也是马德里以外收藏最丰富的西班牙博物馆之一。 这里的收藏很有价值而且相当全面，涵盖从中世纪到当代的比斯开、西班牙和欧洲艺术，既包括埃尔·格列柯、老卢卡斯·克拉纳赫、巴托洛梅·埃斯特萬·牟利罗、弗朗西斯科·戈雅、安东尼·范戴克、雅各布·伊萨克松·范勒伊斯达尔和贝纳多·贝洛托等早期绘画大师，也包括19世纪和现代艺术家：华金·索罗拉、玛丽·卡萨特、保罗·高更、Henri Le Sidaner、詹姆斯·恩索尔、Peter Blake、弗兰西斯·培根和里查·塞拉。

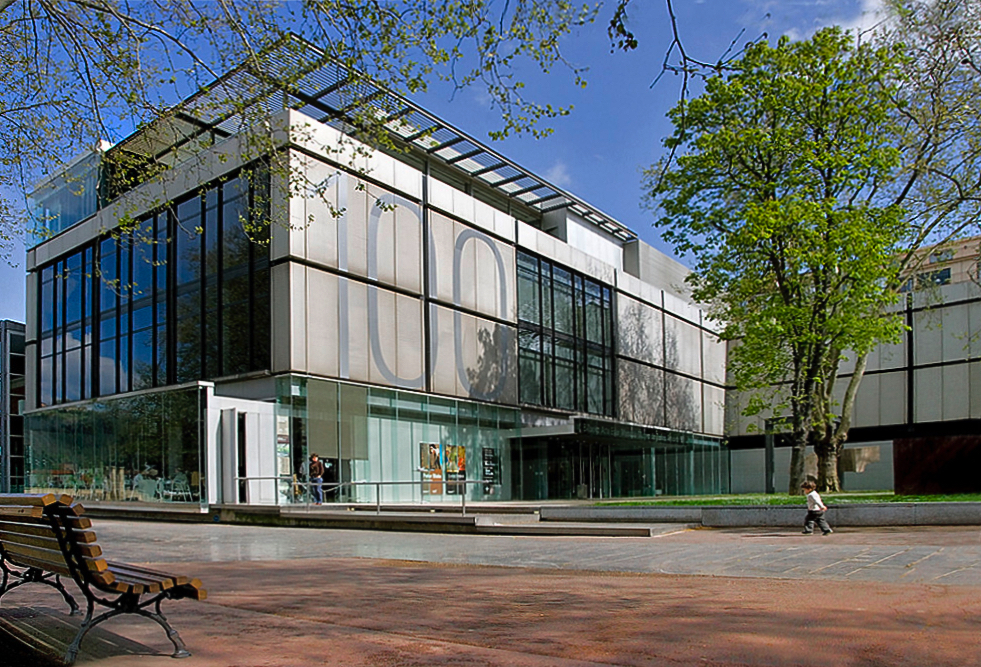

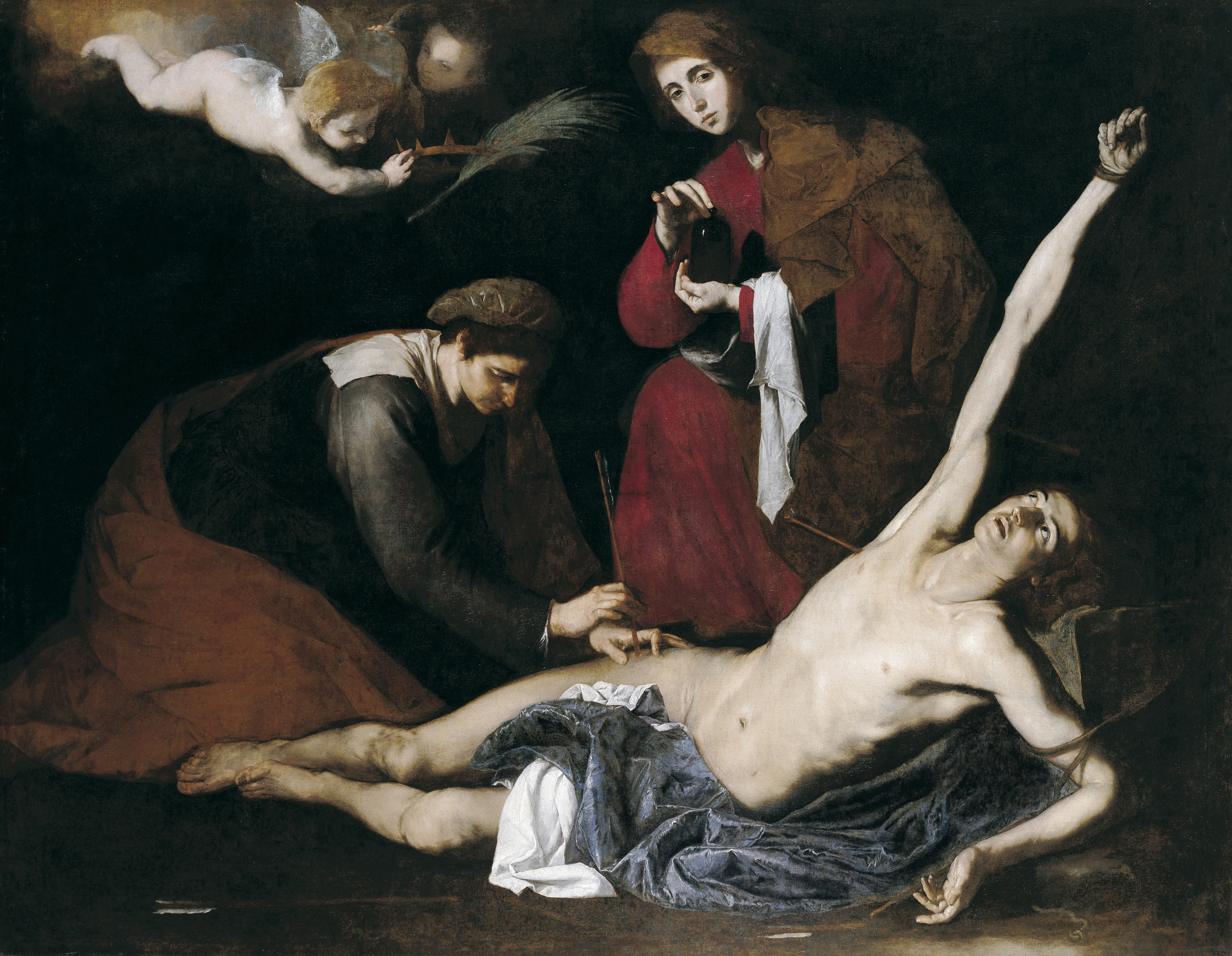
胡塞佩·德·里貝拉 - St. Sebastian cured by the Holy Women - 1621
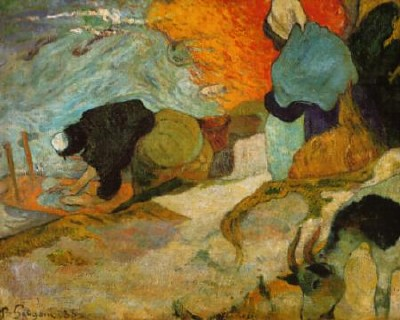
保罗·高更- Washerwomen in Arles - 1888
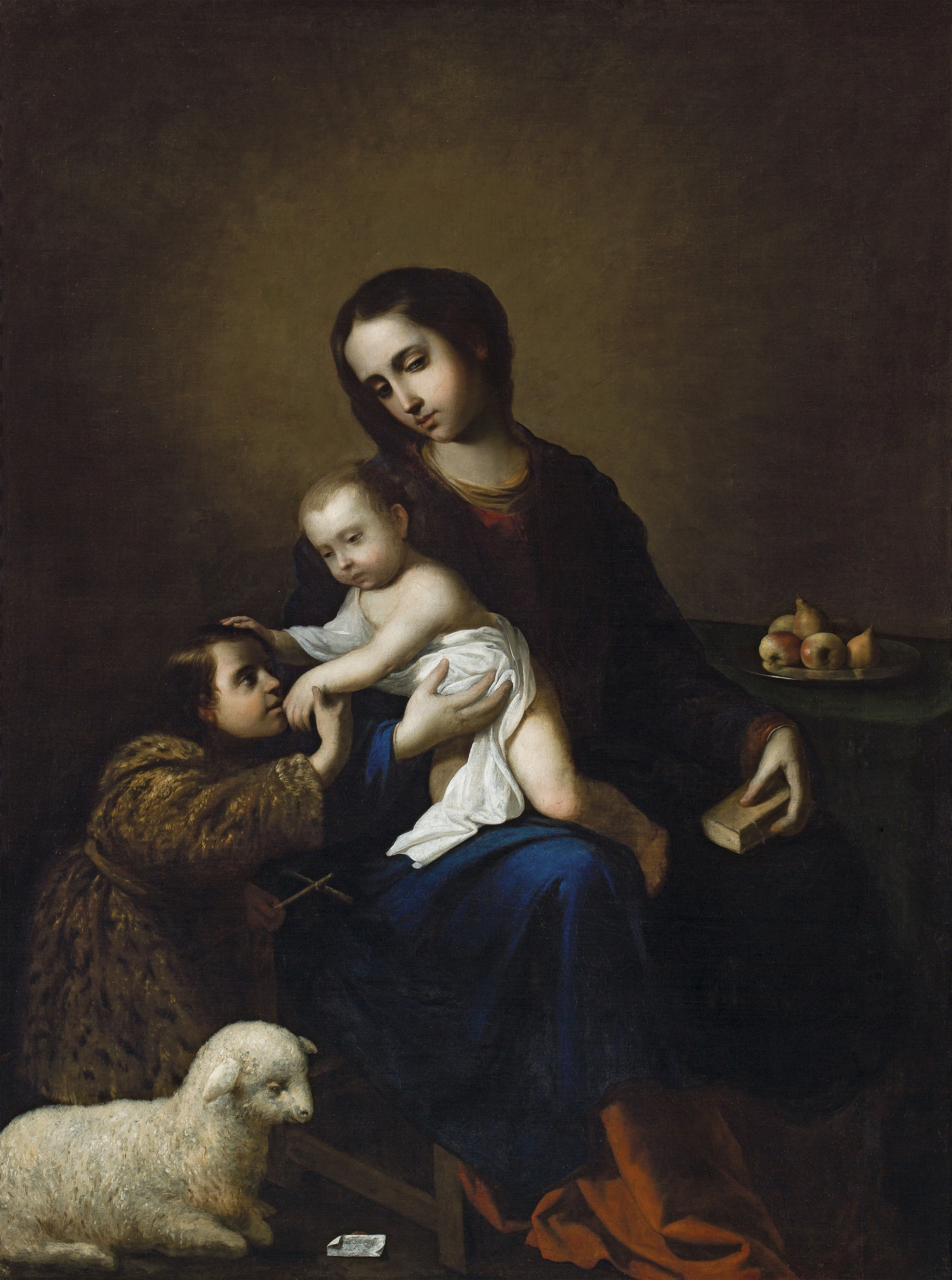
弗朗西斯柯·德·苏巴朗 - 圣母子与小若望 - 1662
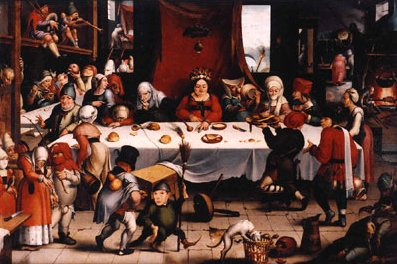
Jan Mandijn - Burlesque Feast - 1550
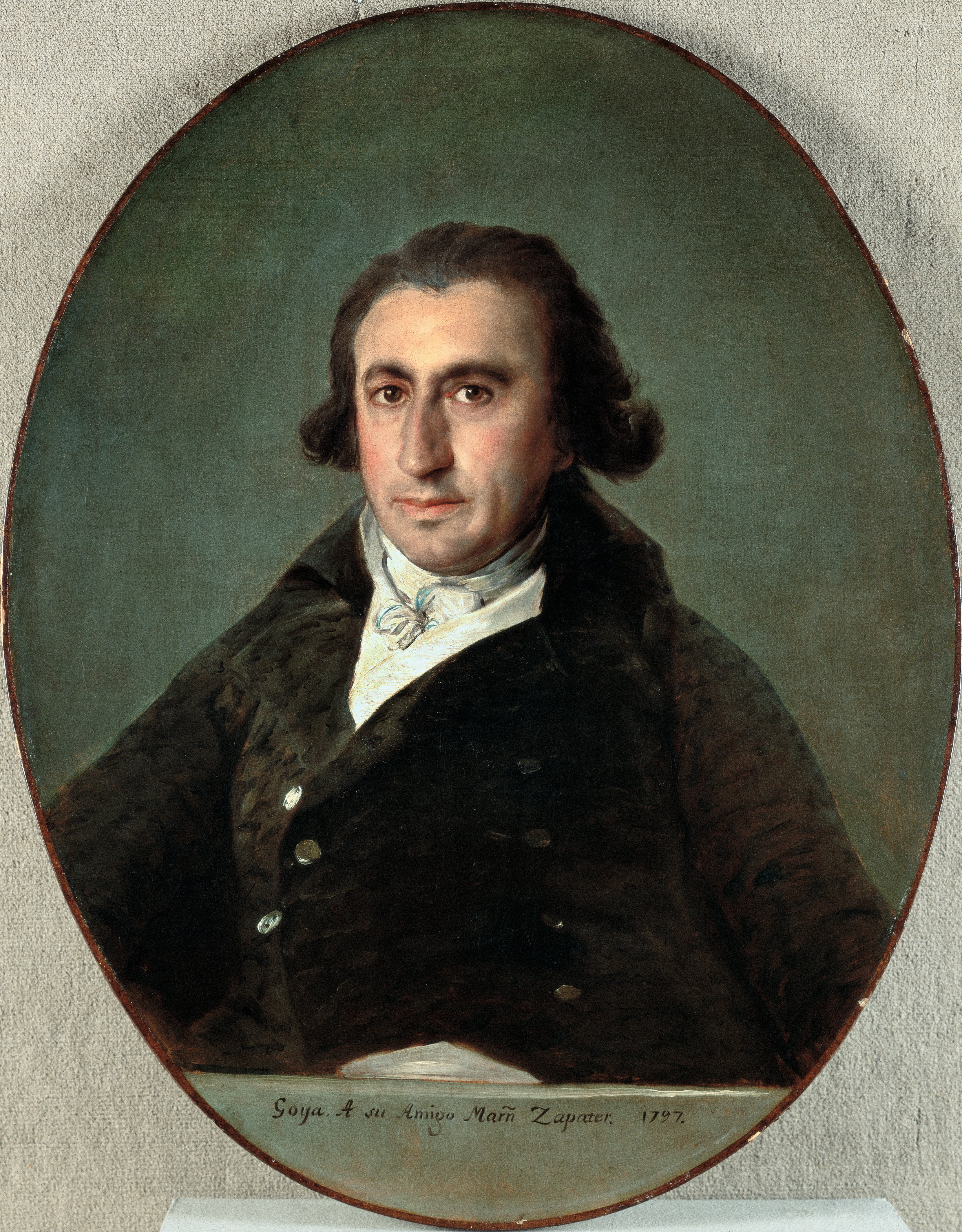
弗朗西斯科·戈雅 - Martín Zapater 肖像- 1797
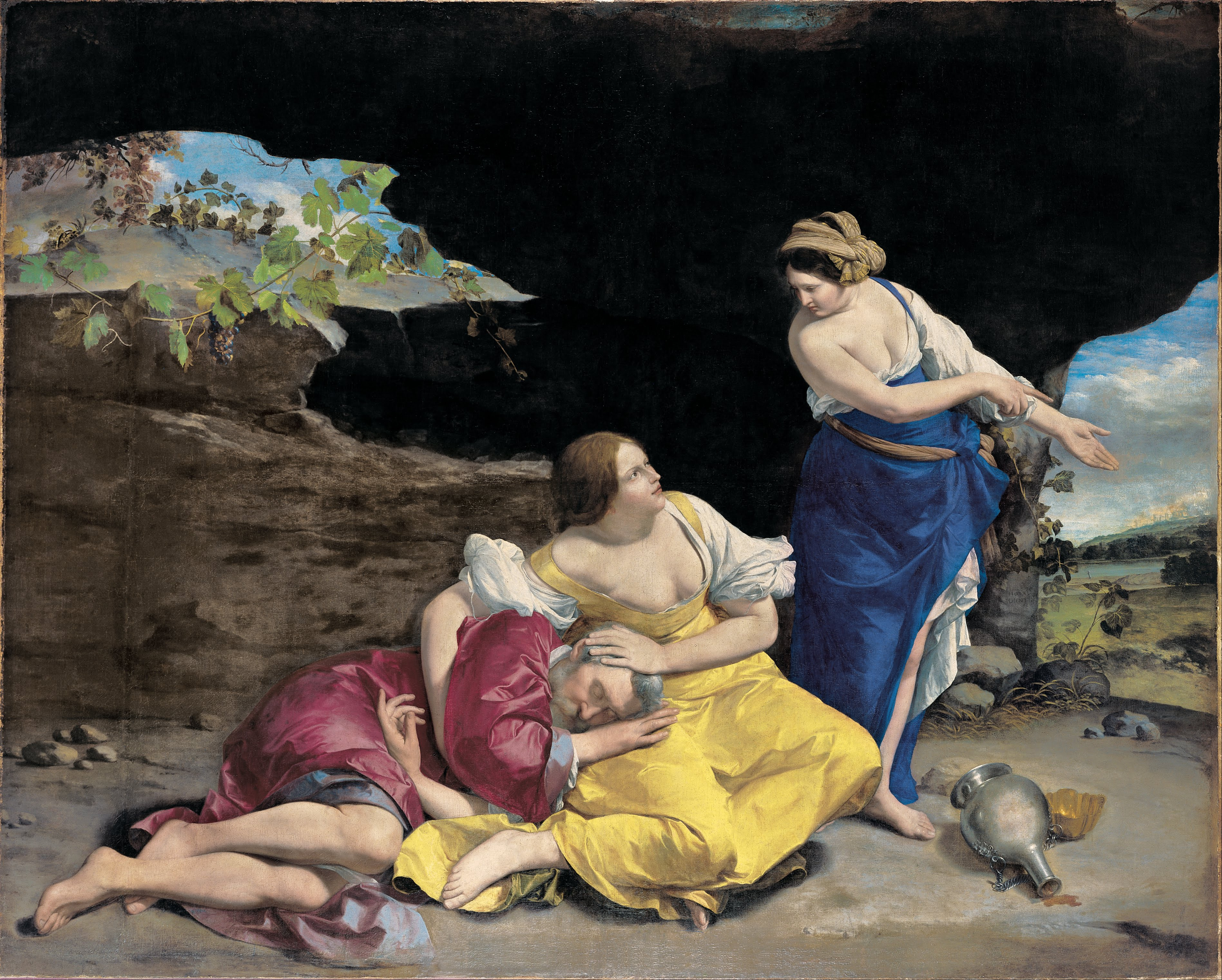
Lot and his Daughters - 奥拉齐奥·真蒂莱斯基-1628
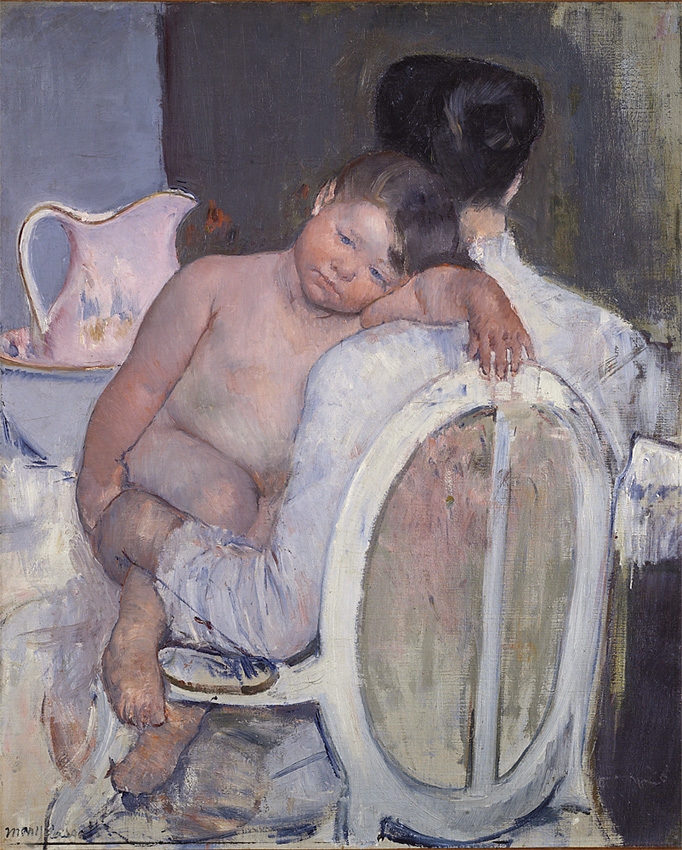
玛丽·卡萨特 - Woman Sitting with a Child in Her Arms - 1890